# Eucereon dentatum
Eucereon dentatum är en fjärilsart som beskrevs av William Schaus. Eucereon dentatum ingår i släktet Eucereon och familjen björnspinnare. Inga underarter finns listade i Catalogue of Life.